# Kenji Ogiwara
Kenji Ogiwara (en japonès: 荻原 健司) (Kasatsu, Japó 1969) és un esquiador alpí, especialista en combinada nòrdica, que destacà a la dècada del 1990.

## Biografia
Va néixer el 20 de desembre de 1969 a la ciutat de Kusatsu, situada a la Prefectura de Gunma de l'illa de Honshu. És germà bessó del també especialista en combinad nòrdica Tsugiharu Ogiwara.

## Carrera esportiva
Va participar en els Jocs Olímpics d'Hivern de 1992 realitzats a Albertville (França), on aconseguí guanyar la medalla d'or en la prova per equips de combinada nòrdica i finalitzà setè en la prova individual. En els Jocs Olímpics d'Hivern de 1994 realitzats a Lillehammer (Noruega) aconseguí revalidar d'or en la prova per equips i finalitzà quart en la prova individual. En els Jocs Olímpics d'Hivern de 1998 realitzats a Nagano (Japó) fou l'encarregat de realitzar el Jurament olímpic per part dels atletes en la cerimònia d'obertura dels Jocs, finalitzant així mateix quart en la prova individual i cinquè en la prova per equips. En els Jocs Olímpics d'Hivern de 2002 realitzats a Salt Lake City (Estats Units) finalitzà vuitè en la prova per equips, onzè en la prova individual i 33è en la prova d'esprint.
Al llarg de la seva carrera aconseguí guanyar cinc medalles en al Campionat del Món d'esquí nòrdic: dues medalla d'or en la prova de 15 km. individual (1993, 1997) i equips (1993 i 1995), a més de guanyar una medalla de bronze en els 7,5 km. esprint (1999).